# Pedro Cardoso (wielrenner)
Pedro Antonio Cardoso (Barcelos, 12 april 1974) is een Portugees wielrenner. Hij is prof sinds 1996 en won uitsluitend wedstrijden in Portugal, waaronder een aantal meerdaagse wedstrijden.

## Belangrijkste overwinningen
1998
- Bergklassement Ronde van de Algarve

2000
- Classica de Charneca
- 1e etappe Volta a Terras de Santa Maria
- Eindklassement Volta a Terras de Santa Maria
- 3e etappe GP Matosinhos
- Eindklassement GP Matosinhos

2001
- 1e etappe Volta a Tras os Montes e Alto Douro
- 3e etappe GP Sport Noticias
- Eindklassement GP Sport Noticias

2002
- 3e etappe GP do Minho, Barcelos
- Bergklassement Ronde van de Algarve

2003
- 5e etappe Ronde van de Algarve

2006
- 2e etappe GP Rota dos Móveis
- 4e etappe GP Rota dos Móveis
- Eindklassement GP Rota dos Móveis
- 2e etappe GP do Minho
- Eindklassement GP do Minho

2007
- Eindklassement GP CTT Correios de Portugal

2008
- 4e etappe GP Rota dos Móveis
- Eindklassement GP Rota dos Móveis

## Resultaten in voornaamste wedstrijden
| Jaar | Ronde van Italië | Ronde van Frankrijk | Ronde van Spanje |
| ---- | ---------------- | ------------------- | ---------------- |
| 2003 |                  |                     | 40e              |
| 2004 |                  |                     |                  |

| Jaar |  | WK op de weg |
| ---- |  | ------------ |
| 2003 |  |              |
| 2004 |  | 76e          |